# Schrankia squalida
Schrankia squalida är en fjärilsart som beskrevs av Alfred Ernest Wileman och South 1917. Schrankia squalida ingår i släktet Schrankia och familjen nattflyn. Inga underarter finns listade.